# كاردين، أوكلاهوما
كاردين هي مدينة أشباح (مهجورة) في مقاطعة أوتاوا، أوكلاهوما، الولايات المتحدة الأمريكية. كان عدد السكان 150 في تعداد عام 2000، لكنه إنخفض إلى 3 في تعداد عام 2010 في أبريل 2010.

## تاريخ المدينة

### التاريخ المبكر
كانت مدينة كاردين تعرف أصلاً باسم تار كريك عندما تأسست كبلدة تعدين في عام 1913. في عام 1918، قام وليام أوسكار كاردين، وهو عضو في قبيلة كواباو، وزوجته إيسا ويد كاردين بتسجيل مساحة 40 فداناً عند كاتب المقاطعة وقام بتغير اسم المدينة من تار كريك إلى كاردين في عام 1920. كان هناك 2,640 شخص يعيش في المدينة سنة 1929.

### الإستحواذ والإغلاق
تقع المدينة، جنبا إلى جنب مع بيشر، وهوكيرفيل، ضمن موقع تار كريك سوبيرفوند. وتشكل هذه المدن جزءاً من عملية الإستحواذ الفيدرالية التي تبلغ قيمتها 60 مليون دولار،  بسبب التلوث بالرصاص، فضلاً عن مخاطر تشييد المباني بسبب مرور عقود من التعدين. أغلقت كاردين رسمياً آخر أعمالها وهو مكتب البريد في 28 فبراير 2009.  وفي أبريل 2009، ذكر مسؤولون اتحاديون أن سبعة فقط من المساكن يعيش فيها ناس في كاردين، وأن خدمات المياه في المدينة ستغلق قريباً. هذا جعل كاردين أول مدينة داخل المنطقة تكون مغلقة تماماً. في نوفمب 2010، تلقت العائلة الأخيرة في كاردين دفعتها النهائية من الإستحواذ من صندوق المساعدة وغادرت، مما أدى إلى خفض عدد سكان المدينة إلى الصفر.

## وصلات خارجية
- Encyclopedia of Oklahoma History and Culture - Cardin
- Ottawa County Map

‌